# 52. Jahrhundert v. Chr.
Portal Geschichte | Portal Biografien | Aktuelle Ereignisse | Jahreskalender | Tagesartikel

◄ |
7. Jt. v. Chr. |
6. Jahrtausend v. Chr. | 5. Jt. v. Chr.  ►

◄ |
54. Jh. v. Chr. |
53. Jh. v. Chr. |
52. Jahrhundert v. Chr. |
51. Jh. v. Chr. |
50. Jh. v. Chr. |
►
Das 52. Jahrhundert v. Chr. begann 5200 v. Chr.  und endete 5101 v. Chr.

## Zeitalter, Epoche
- Atlantikum:
  - AT1 (6050 bis 5050 v. Chr.): Temperaturoptimum des Holozäns.
- Das Neolithische Subpluvial (7500 bis 3900 v. Chr., abgeschwächt bis 3500 v. Chr.) bringt feuchtes Klima nach Nordafrika und lässt die Sahara ergrünen.
- Frühneolithikum in Mitteleuropa.

## Kulturen
- Nordafrika:
  - Beginn des Teneriums  (5200 bis 2500 v. Chr.) in der Ténéré-Wüste mit Fundstätte Gobero.
- Mesopotamien und Naher Osten:
  - Hassuna-Kultur (5800 bis 5000 v. Chr.) – Spätstufe
  - Halaf-Kultur (5500 bis 5000 v. Chr., auch 5200 bis 4500 v. Chr.) – Mittlere Stufe
  - Samarra-Kultur (5500 bis 4800 v. Chr.) – Mittlere Stufe
  - Obed-Zeit (5500 bis 3500 v. Chr.) – Obed I.
  - Eridu (ab 5300 v. Chr.) – Eridu XVI und Eridu XVII
  - Byblos – spätes Neolithikum (5300 bis 4500 v. Chr.)
- Türkei:
  - Hacılar Höyük (7030 bis 4800 v. Chr.) – Schicht II
  - Amuq (ab 6000 v. Chr.) – Amuq C
  - Mersin (ab 5400 v. Chr.) – Mersin 22-20

- China:

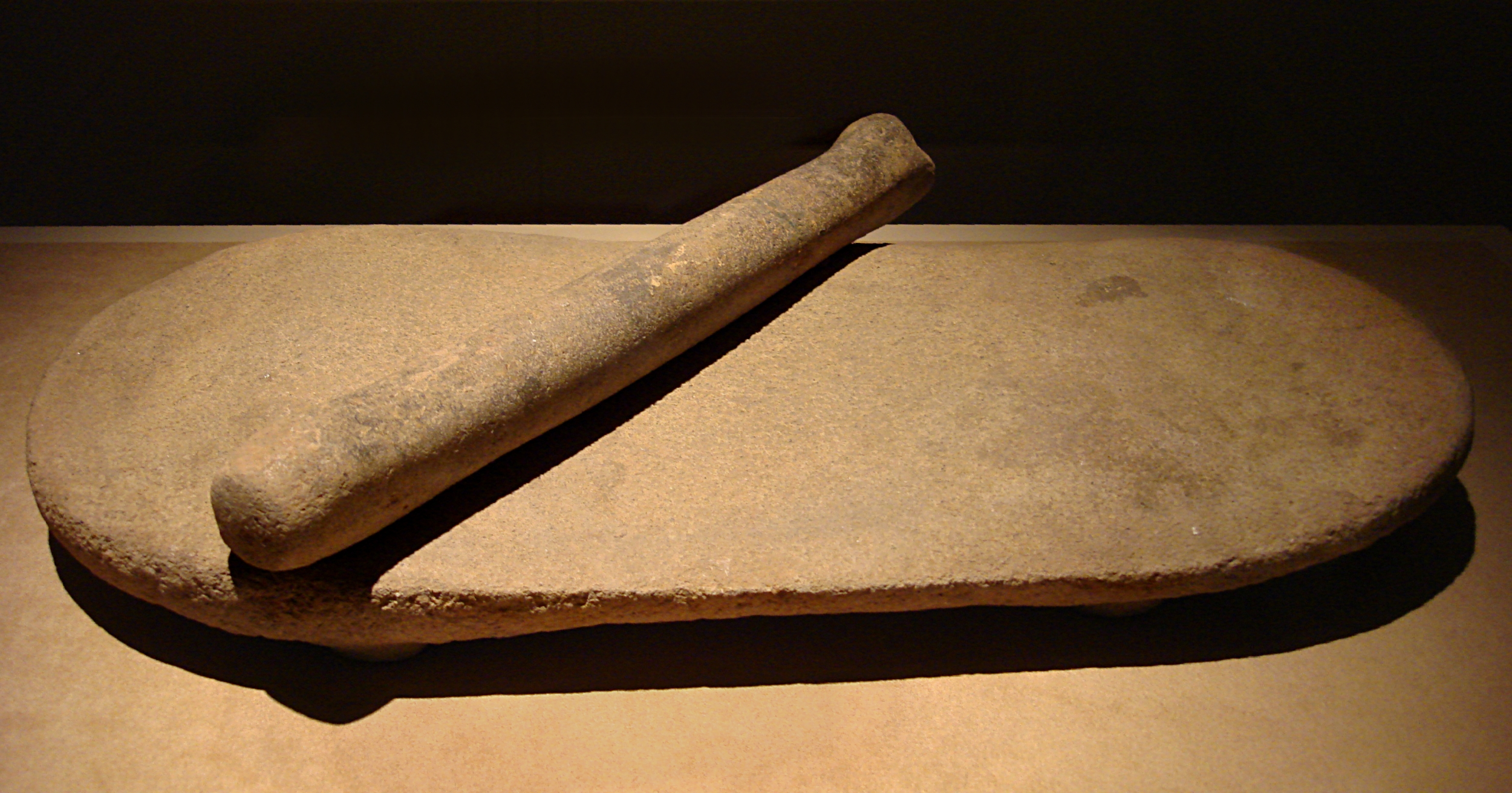
Vierfüßige Sattelmühle (shímòpán 石磨盘) mit Reibestock (mòbàng 磨棒), 5500–5000 v. Chr.

  - Laoguantai-Kultur (6000 bis 3000 v. Chr.), oberer Gelber Fluss
  - Chengbeixi-Kultur (5800 bis 4700 v. Chr.) in Hubei
  - Dadiwan-Kultur (5800 bis 3000 v. Chr.), oberer Gelber Fluss
  - Beixin-Kultur (5400 bis 4400 v. Chr.)
  - Qingliangang-Kultur (5400 bis 4400 v. Chr.)
  - Beginn der Hemudu-Kultur (5200 bis 4500 v. Chr., jüngere Datierung 5000 bis 3300 v. Chr.), Zhejiang
- Korea:
  - Frühe Jeulmun-Zeit (6000 bis 3500 v. Chr.).
- Japan:
  - Jōmon-Zeit (10000 bis 300 v. Chr.) – Früheste Jōmon-Zeit – Jōmon II (8000 bis 4000 v. Chr.)
- Kasachstan und Osteuropa (Russland, Ukraine):
  - Bug-Dnister-Kultur (6500 bis 5000 v. Chr.)
- Nordosteuropa:
  - Grübchenkeramische Kultur (4200 bis 2000 v. Chr.) (jedoch Radiokarbondatierung: 5600 bis 2300 v. Chr.)
  - Narva-Kultur (5300 bis 1750 v. Chr.)
  - Memel-Kultur (7000 bis 3000 v. Chr.)
- Südosteuropa:
  - Vinča-Kultur (5400 bis 4500 v. Chr.) (oder auch Donauzivilisation) in Serbien, West-Rumänien, Süden Ungarns und im östlichen Bosnien.

- Mitteleuropa:

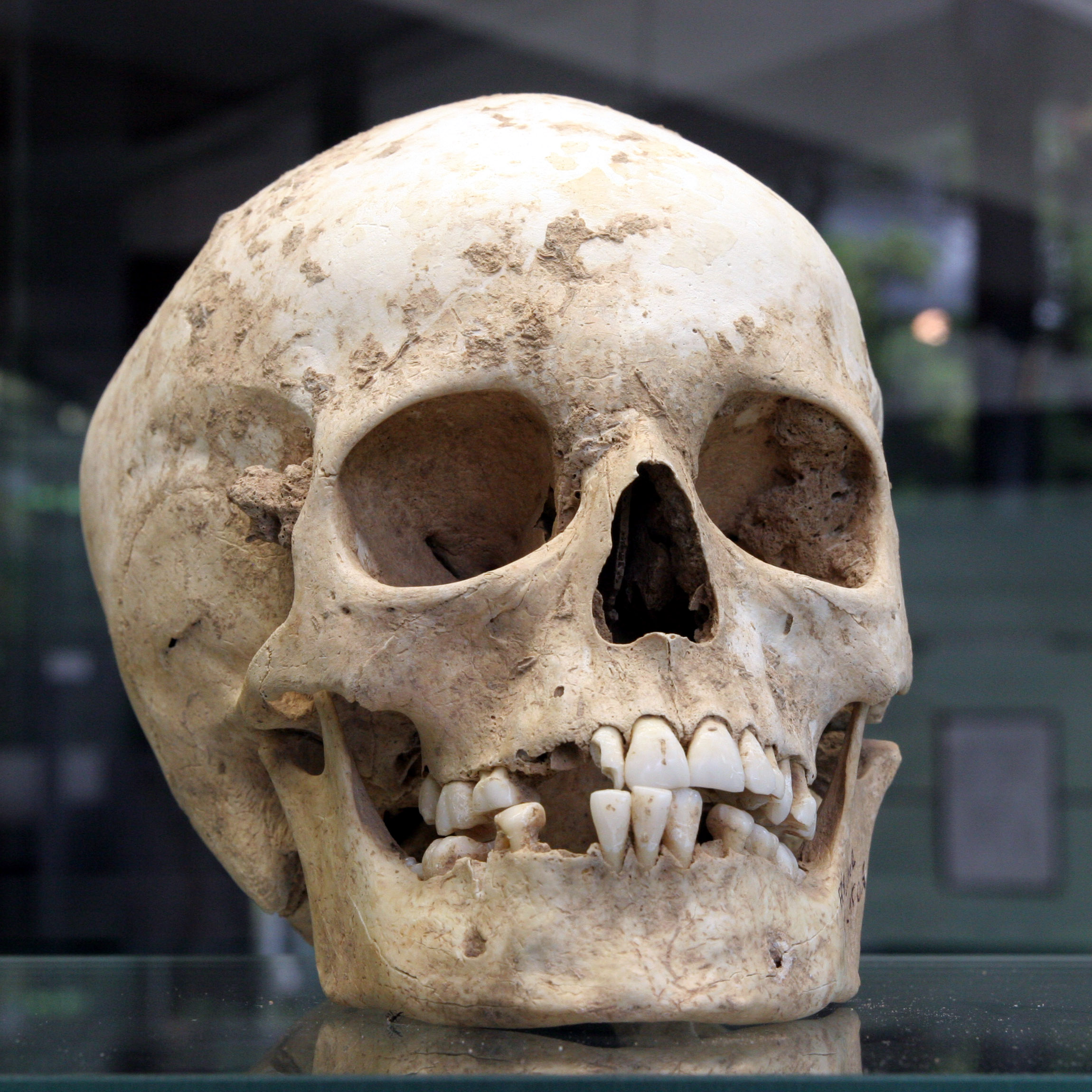
Schädel aus der bandkeramischen Kultstâtte Herxheim, ca. 5150 v. Chr.

  - Bandkeramische Kultur (5600 bis 4100 v. Chr.) in Frankreich, Belgien, Deutschland, Österreich, Tschechien, Polen, Slowakei, Ungarn, Rumänien und Ukraine
  - Swifterbant-Kultur (5000 bis 3400 v. Chr.) in den Niederlanden, Belgien und Niedersachsen (in den Niederlanden datiert sie von 5700 bis 4100 v. Chr.)
- Nord- und Mesoamerika:
  - Archaische Periode.
- Südamerika:
  - Chinchorro-Kultur (7020 bis 1500 v. Chr.) in Nordchile und Südperu
  - Mittlere Präkeramik (7000 bis 4000 v. Chr.) im Norden Chiles. Unterstufen Alto Barranco und Alto Aguada entlang der Pazifikküste und Rinconada im Hinterland.
  - Las-Vegas-Kultur in Ecuador (8000 bis 4600 v. Chr.)